# Абрамова
Абрамова (слч. Abramová) насељено је мјесто са административним статусом сеоске општине (слч. obec) у округу Турчјанске Тјеплице, у Жилинском крају, Словачка Република.

## Становништво
| Година:    | 1994. | 2004.   | 2014.    | 2024.   |
| ---------- | ----- | ------- | -------- | ------- |
| Број људи: | 144   | 154     | 191      | 194     |
| Разлика:   |       | +6,94 % | +24,02 % | +1,57 % |

| Година:    | 2023. | 2024.   |
| ---------- | ----- | ------- |
| Број људи: | 190   | 194     |
| Разлика:   |       | +2,10 % |

Према подацима о броју становника из 2011. године насеље је имало 203 становника.